# Мочало
Моча́ло — вымоченные лубяные волокна липы и некоторых других деревьев (ольха, осина). Материал для изготовления рогожи, канатов, малярных кистей для побелки, подвязок для растений, мочалок для мытья. Луб более молодых деревьев идёт на изготовление лыка.
Деревья на мочало срубают весной, во время начала сокодвижения. Кору сдирают и погружают в запруженные места рек и ручьев на 1,5—3 месяца, в зависимости от температуры воды. После вымачивания луб хорошо отделяется от внешней коры. Его расправляют, раздирают на ленты и высушивают.
Мочало на рогожу употребляют белого, синего и красного цветов. Для белого лыко мочат в стоячей воде. Если лыко лежала в проточной воде, то мочало делается синим. Белое мочало оставляет обыкновенно на солнце и тогда оно краснеет. Красное мочало ценится дороже как более красивое.
В конце XIX века мочальный промысел в России стал постепенно приходить в упадок из-за распространения более дешёвых изделий из джута.